# Vietnamesisch-Deutsche Universität

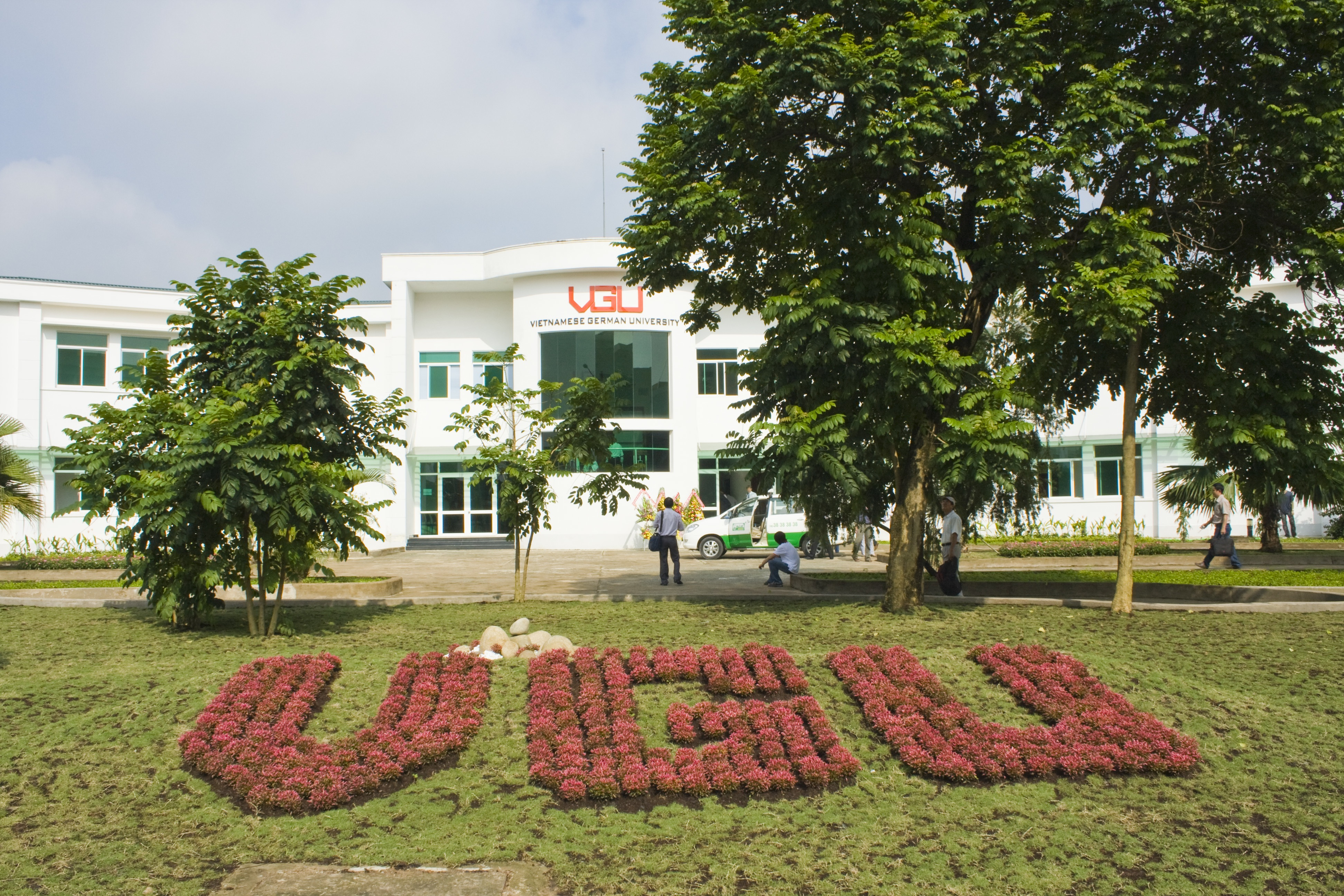
VGU

Die Vietnamesisch-Deutsche Universität (Vietnamese-German University, VGU, vietn. Trường Đại học Việt Đức) ist eine staatliche Hochschule in Ho-Chi-Minh-Stadt, Vietnam. Die VGU wurde 2008 gegründet und entspricht dem deutschen Universitätsmodell. Die Universität bietet Bachelor- und Master-Studiengänge sowie eine Doktorandenausbildung in technischen, naturwissenschaftlichen und wirtschaftswissenschaftlichen Fächern an. Die Lehre wird von deutschen Partneruniversitäten übernommen.

## Geschichte
Die Vietnamesisch-Deutsche Universität basiert auf einem Kooperationsabkommen zwischen der Sozialistischen Republik Vietnam und dem Land Hessen. Erste Pläne zur Gründung einer vietnamesisch-deutschen Universität entstanden im Jahr 2006. Noch im selben Jahr wurden diese in einem Entwurf vom vietnamesischen Minister für Erziehung und Ausbildung (MOET), Nguyen Thien Nhan, und dem hessischen Minister für Wissenschaft und Kunst (HMWK), Udo Corts, festgehalten. Im Mai 2007 unterzeichneten diese im Beisein des deutschen Bundespräsidenten Horst Köhler und des vietnamesischen Präsidenten Nguyễn Minh Triết ein Rahmenabkommen, in welchem die Gründung einer deutschen Universität in Ho-Chi Minh Stadt vereinbart wurde.
Die Gründung der VGU erfolgte im März 2008. Erster Präsident war Wolf Rieck, ehemaliger Präsident der Fachhochschule Frankfurt a. M. Offiziell eröffnet wurde die VGU am 10. September 2008 durch den damaligen hessischen Ministerpräsidenten Roland Koch, den damaligen vietnamesischen Bildungsminister und Vizepremierminister, Nguyen Thien Nhan, und den damaligen Präsidenten der VGU, Wolf Rieck. Der Lehrbetrieb wurde im Wintersemester 2008 aufgenommen: 35 Studenten schrieben sich für den Studiengang „Electrical Engineering and Information Technology“ (EEIT) ein. Die Studenten dieses Jahrgangs erhielten im Oktober 2012 ihre Bachelor-Urkunden.
Im November 2012 bot die VGU zwei Bachelor-Studienprogramme, sechs Master-Studienprogramme und eine Doktorandenausbildung an. Wie der Deutsche Akademische Austauschdienst (DAAD) im September 2018 mitteilte, bietet die VGU inzwischen mit rund 100 Lehrenden etwa 1.200 Studierenden „elf praxisnahe Studiengänge mit Bachelor- und Masterabschlüssen“ an. Seit ihrem Bestehen haben 700 Studierende ihr Studium erfolgreich abgeschlossen.
Maßgebliche Unterstützung erhält die Universität durch einen gemeinnützigen Trägerverein, den Konsortialverein, dem über 30 deutsche Universitäten angehören. Auch die TU9, ein Zusammenschluss der neun führenden Technischen Universitäten in Deutschland, gehört dem Trägerverein an. Dieser wurde offiziell im Februar 2009 gegründet. Er stellt die Schnittstelle zwischen der VGU und den deutschen Partneruniversitäten dar.
Die Entwicklung der Universität wurde weiter vorangetrieben durch die Konstituierung des Universitätsrates im Februar 2010. Vorsitzender ist der Vizepremierminister und Bildungsminister Vietnams, Nguyen Thien Nhan. Bedeutsam für die weitere Entwicklung und den Ausbau der VGU ist zudem der im Juni 2010 bewilligte Kredit der Weltbank über 180 Mio. USD, der den geplanten Campusneubau der VGU in der Binh Duong Provinz nahe Ho-Chi-Minh City ermöglichte. Auch in ihrer akademischen Entwicklung konnte die VGU Fortschritte erzielen: im März 2010 wurde ihr erstes Forschungszentrum, das „Vietnamese-German Transport Research Centre“ eröffnet. Dieses ist Teil der geplanten Konstituierung einer übergeordneten, interdisziplinär ausgerichteten Forschungseinrichtung. In den kommenden Jahren soll das „Research Centre for High-Tech Engineering and Sustainability“ errichtet werden. Diesem untergeordnet werden fünf Forschungszentren, welche in ihrer fachlichen Ausrichtung dem Bedarf der vietnamesischen Entwicklung entsprechen. Als Forschungsfelder wurden identifiziert: Traffic, Transport, Mobility and Logistics; Renewable Energy Technologies, Lightning Technologies; Water Technologies and Water Resource Management; Sustainable Urban Development; „Green“ Technologies and Resource Management, Biodiversity/Climate Change, Biotechnology. Das „Research Centre for High-Tech Engineering and Sustainability“ wird auf dem neuen Campus der VGU in der Binh Duong Provinz errichtet werden. Als erster Baustein dieses interdisziplinären Forschungszentrums wurde im Jahre 2010 das VGTRC – Vietnamese German Transport Research Center in Thu Duc, ca. 4 km vom derzeitigen Campus der VGU entfernt, eröffnet.
Die Gründung der VGU ist Teil der bildungspolitischen Reformbestrebungen der Sozialistischen Republik Vietnam (Higher Education Reform Agenda, HERA). So soll das Hochschulwesen in den kommenden Jahren sukzessive ausgebaut werden. Die Gründung der Vietnamesisch-Deutschen Universität ist eingebettet in die bildungspolitischen Reformen des Landes: das von der vietnamesischen Regierung vereinbarte „New-Model University Project“ (NMUP) sieht den Aufbau von vier internationalen Universitäten in Vietnam vor. Die Universitäten werden von jeweils einem Partnerland unterstützt und übernehmen deren bildungspolitische Konzepte. Von den Hochschulen wird sich eine Vorbildfunktion versprochen, die auf das Hochschulwesen Vietnams ausstrahlen soll.
Am 8. September 2018 feierte die VGU als „erste staatliche Hochschule mit ausländischer Beteiligung in Vietnam“ ihr zehnjähriges Bestehen.
Der neue Campus der VGU konnte am 11. November 2022 feierlich in der Nähe von Ho Chi Minh City eröffnet werden.

## Aufbau und Struktur
Die Gründung der VGU bildet ein Novum: sie ist die erste staatliche vietnamesische Universität, die gemeinsam mit internationalen Partnern aufgebaut wird und einen autonomen Hochschulstatus genießt.

### Leitbild und Strategien
Die Vietnamesisch-Deutsche Universität ist dem deutschen Universitätsmodell verpflichtet. In ihren Gründungsdokumenten sind zudem Strategien festgelegt, die die Integration des deutschen Hochschulmodells in die vietnamesische Bildungslandschaft gewährleisten sollen. Darüber hinaus ist es Ziel der VGU, zur wirtschaftlichen Modernisierung des Landes beizutragen.

#### Ziele
Die VGU ist in ihrer administrativen wie auch akademischen Struktur dem deutschen Universitätsmodell nachgebildet. Gemäß dem Vorbild der deutschen Technischen Universitäten bildet die Einheit von Forschung und Lehre den Grundbaustein der Universität. Die VGU folgt zudem den Prinzipien der deutschen Hochschulautonomie: die institutionelle Autonomie und die akademische Selbstverwaltung ist in ihrer Gründungscharta verbürgt. Weiterhin strebt die VGU enge Kooperationen zur Wirtschaft und Industrie an: Unternehmen in Deutschland und Vietnam sind mögliche Kooperationspartner der Universität. Hierdurch soll Technologietransfer stattfinden sowie Innovation befördert werden.
Ziel der VGU ist es, zur weiteren wirtschaftlichen Modernisierung Vietnams beizutragen. Hierzu arbeitet die VGU eng mit deutschen Partneruniversitäten zusammen: in Deutschland akkreditierte Studiengänge werden an der VGU angeboten, welche von der jeweiligen Partneruniversität durchgeführt werden. Sukzessive werden sie an den vietnamesischen Bildungsmarkt angepasst. Die Studenten erhalten nach Abschluss ihres Studiums einen deutschen Universitätsabschluss. Die Vietnamesisch-Deutsche Universität will somit für eine exzellente Ausbildung sorgen wie auch die Chancen der Absolventen auf dem Arbeitsmarkt erhöhen. Diese sollen als Fach- und Führungskräfte die Modernisierung Vietnams vorantreiben. Zudem ist es Ziel, die Forschungskompetenzen junger vietnamesischer Nachwuchswissenschaftler zu stärken. Im Zuge der Strategie des „Capacity Buildings“ werden diese in den kommenden Jahren in den Forschungsbetrieb der VGU integriert. Weiterhin sollen Mitarbeiter und Angestellte im administrativen und akademischen Bereich weiter ausgebildet und gefördert werden. Sukzessive ist so der Übergang der Posten der Hochschulverwaltung und -lehre in vietnamesische Hand zu leisten. Im Zuge des „Gradual Handover“ wird in den kommenden Jahren die Zahl des an der VGU angestellten deutschen Personals zugunsten vietnamesischer Mitarbeiter reduziert.

### Gliederung
Die Vietnamesisch-Deutsche Universität folgt in ihren administrativen Strukturen dem deutschen Universitätsmodell. Zentral ist das Prinzip der Hochschulautonomie.

#### Universitätsleitung
Der Universitätsrat bildet das höchste Organ der Universität. Ihm gehören 20 Mitglieder an. Wie in der Satzung der VGU festgesetzt, verfügt sowohl das vietnamesische Ministerium für Erziehung und Ausbildung (MOET) wie auch das hessische Ministerium für Wissenschaft und Kunst (HMWK) über ein Ernennungsrecht: zehn Mitglieder werden von vietnamesischer Seite, zehn von deutscher Seite ernannt. Vorsitzender des Universitätsrates ist der Vizepremierminister und Bildungsminister Vietnams, Nguyen Thien Nhan. Das Präsidium der Vietnamesisch-Deutschen Universität setzt sich aus einem Präsidenten und vier Vizepräsidenten, welche in den kommenden Monaten zu benennen sind, zusammen. Seit März 2008 ist Wolf Rieck Präsident der VGU. Die Wahl der Vizepräsidenten unterliegt einem geteilten Vorschlagsrecht: zwei der Vizepräsidenten werden von vietnamesischer, zwei von deutscher Seite nominiert. Der noch zu gründende akademische Senat und ein zwölfköpfiges Kuratorium vervollständigen die Organisationsstruktur der Universität.

#### Akademische Organisationsstruktur
Die akademischen Strukturen der VGU sollen gemäß der Entwicklung und des Wachstums der Universität ausgebildet und weiterentwickelt werden. Geplant sind verschiedene Schulen und Forschungszentren, die sich durch ihren starken interdisziplinären Charakter auszeichnen.

### Träger
Die Vietnamesisch-Deutsche Universität basiert auf einer engen Kooperation zwischen der Sozialistischen Republik Vietnam und der Bundesrepublik Deutschland, insbesondere dem Bundesland Hessen. Sie stellt das gemeinsame Unternehmen dar, eine Forschungsuniversität in Vietnam aufzubauen. Die VGU erhält substantielle Unterstützung von deutscher wie auch vietnamesischer Seite. Als staatliche vietnamesische Universität übernimmt die Sozialistische Republik Vietnam die Kosten für die Infrastruktur der Universität. Auch von deutscher Seite erhält die VGU maßgebliche Unterstützung: das Land Hessen und der Bund unterstützen die VGU finanziell, der Deutsche Akademische Austauschdienst (DAAD) und der World University Service (WUS) tragen durch Beisteuerung ihrer langjährigen internationalen Hochschulerfahrungen positiv zur weiteren Entwicklung der VGU bei. Bedeutsam für die weitere Entwicklung der VGU ist ein gemeinnütziger Trägerverein, der VGU-Konsortialverein. Er koordiniert die deutschen Partnerhochschulen der VGU und die von ihnen angebotenen Studienprogramme und Forschungsprojekte an der VGU. Über 30 Hochschulen umfasst der Verein, darunter auch den TU9-Verbund, ein Zusammenschluss der neun größten Technischen Universitäten in Deutschland. Der Konsortialverein stellt eine Schnittstelle zwischen der VGU und deutschen Einrichtungen dar und fördert die Zusammenarbeit mit den beteiligten Hochschulen. Weiteres Ziel des Vereins ist es, die Internationalisierung der deutschen Hochschullandschaft voranzutreiben. Die Entwicklung der Vietnamesisch-Deutschen Universität in Ho-Chi-Minh City wird zudem durch einen Kredit der Weltbank substanziell gefördert. Im Juni 2010 bewilligte die Weltbank einen Kredit, der den Ausbau der Universität, insbesondere den Bau eines neuen Campus in der Binh Duong Provinz nahe Ho-Chi-Minh City, ermöglichen soll.

## Studium
Die Vietnamesisch-Deutsche Universität ist dem Vorbild der deutschen Technischen Universitäten nachgebildet. In ihrem Lehrangebot und Forschungsprojekten fokussiert sie sich auf ingenieurwissenschaftliche, naturwissenschaftliche und wirtschaftswissenschaftliche Studiengänge.

### Studiengänge aus Deutschland
In einer Übergangsphase importiert die VGU deutsche Studiengänge nach Vietnam. Diese werden in Kooperation mit den deutschen Partneruniversitäten durchgeführt. Angeboten werden Bachelor- und Master-Programme sowie eine Doktorandenausbildung. Die Studierenden erhalten in dieser Übergangsphase nach ihrem Studium einen deutschen Abschluss und einen Abschluss der VGU. Der deutsche Abschluss wird von den jeweiligen Partneruniversitäten verliehen. Somit entspricht er den Kriterien, die im Bologna-Prozess definiert wurden und ist international anerkannt. Während der Übergangsphase übernimmt die VGU sukzessive und gemäß dem Aufbau ihrer akademischen Strukturen einen zunehmenden Anteil der Lehrleistungen und passt die Studiengänge an die Erfordernisse des vietnamesischen Bildungsmarktes an. Um die Qualität der Studiengänge zu garantieren, wurden verschiedene Qualitätssicherungsinstrumente installiert: maßgeblich ist die Akkreditierung des Studienganges in Deutschland. Zudem werden Evaluationen durchgeführt und das Lehrpersonal weitergebildet. Die Studiengänge an der VGU zeichnen sich durch einen engen Praxisbezug aus. Hierdurch sollen die Beschäftigungsmöglichkeiten und Karrierechancen der Studenten verbessert werden. Weiteres Profilmerkmal der VGU ist ihre enge Zusammenarbeit mit der deutschen Wirtschaft und Industrie in Vietnam und Deutschland. Die Kooperationen sollen Forschung und Lehre stärken, für gut ausgebildete Fachkräfte sorgen und den Technologietransfer ausbauen.

### Lehre
Die akademische Lehre wird von deutschen Professoren der jeweiligen Partneruniversität durchgeführt. Professoren aus Deutschland kommen für einige Wochen an die VGU und bieten einzelne Module in kompakten Einheiten an. Unterstützt werden sie von vietnamesischen Dozenten. Studienkoordinatoren aus Deutschland betreuen die Studiengänge. Die einzelnen Programme werden dem Bedarf der vietnamesischen Bildungslandschaft sukzessive angepasst. Die Lehre findet ausschließlich auf Englisch statt. Hierzu werden Englisch-Kurse von englischen Muttersprachlern angeboten. Für die Bachelor-Studiengänge besteht vor dem Beginn des eigentlichen Fachstudiums die Pflicht, ein Einführungsjahr (sog. „Foundation Year“) zu absolvieren. Hier werden die nötigen fachlichen Grundlagen für den Bachelor-Studiengang und englische Sprachkenntnisse vermittelt. An der VGU besteht außerdem die Möglichkeit, Deutsch zu lernen. Deutschkurse werden parallel zum Studium angeboten. Sie vermitteln Sprachkenntnisse und informieren über Politik, Gesellschaft, Kultur und Wirtschaft Deutschlands.

#### Bachelor-Studiengänge
- Architecture (in Zusammenarbeit mit der Fachhochschule Anhalt/Dessau)[16]
- Business Administration (in Zusammenarbeit mit der Goethe-Universität Frankfurt)[17]
- Civil Engineering (in Zusammenarbeit mit der Hochschule Biberach)[18]
- Computer Science (in Zusammenarbeit mit der Fachhochschule Frankfurt/Main)[19]
- Electrical Engineering and Information Technology / Electrical and Computer Engineering (in Zusammenarbeit mit der Fachhochschule Frankfurt/Main)[20]
- Environmental and Process Engineering (EPE)
- Finance and Accounting (in Zusammenarbeit mit der Goethe-Universität Frankfurt)[21]
- Mechanical Engineering (in Zusammenarbeit mit der Ruhr-Universität Bochum)[22]

#### Master-Studiengänge
- Master of Business Administration (in Zusammenarbeit mit der Universität Leipzig und der Hochschule Heilbronn)[23]
- Business Information Systems (in Zusammenarbeit mit der Hochschule Heilbronn)[24]
- Computational Engineering (in Zusammenarbeit mit der Ruhr-Universität Bochum)[25]
- Global Finance and Economics (GFE)
- Global Production Engineering and Management (in Zusammenarbeit mit der Technischen Universität Berlin)[26]
- IT Security (in Zusammenarbeit mit der Technischen Universität Darmstadt)[27]
- Materials Science (in Zusammenarbeit mit der Universität Magdeburg)[28]
- Mechatronics and Sensor Systems Technology (in Zusammenarbeit mit der Hochschule Karlsruhe)[29]
- Sustainable Urban Development (in Zusammenarbeit mit der Technischen Universität Darmstadt)[30]
- Water Technology, Reuse and Management (in Zusammenarbeit mit der Technischen Universität Darmstadt)[31]

#### Studiengebühren und Stipendien
Die VGU erhebt derzeit Studiengebühren in Höhe von 750 US-$ pro Semester. Durch die finanzielle Förderung und Unterstützung von vietnamesischer und deutscher Seite sind diese recht gering. Zudem besteht ein Stipendienprogramm, das Stipendien für rund 60 % der Studierenden bietet. Die Höhe der Stipendien rangiert zwischen 25 % und 100 % der Studiengebühren.

## Forschung
Die Vietnamesisch-Deutsche Universität hat es sich zum Ziel gemacht, in den kommenden Jahren zu einer der führenden Forschungsuniversitäten Vietnams und Südostasiens zu werden. Hierzu sollen interdisziplinär ausgerichtete Graduiertenkollegien, Forschungscluster und -zentren nach Vorbild deutscher Forschungsinstitutionen wie etwa der DFG und des Max-Planck Instituts aufgebaut werden. Geplant ist der Aufbau eines „Research Center for High-Tech-Engineering and Sustainability“. Es soll als Dachorganisation für einzelne Forschungszentren fungieren. Fünf Forschungsschwerpunkte wurden hierbei identifiziert: „Energy and Lightning Technology“, „Traffic, Transport and Logistics“, „Water“, „Resources and Environment“ und schließlich „Urban Planning and Sustainable Development“. Im März 2010 wurde bereits das „Transport Research Center“ (VGTRC) eröffnet.

## Campus
Die VGU hatte ihren Sitz zunächst in einem temporären Gebäude in Binh Duong New City in der Binh Duong Provinz. Teilzeitprogramme wurden in angemieteten Gebäuden in Ho Chi Minh-Stadt angeboten.
Bis Ende 2017 sollte auf einem 50,5 Hektar großen Grundstück in der Provinz Binh Duong, circa 40 Kilometer nördlich von Ho-Chi-Minh-Stadt, ein neuer Campus entstehen. Dafür hatte die Weltbank im Juni 2010 der Sozialistischen Republik Vietnam einen Kredit von 180 Millionen US-Dollar zur Verfügung gestellt. Weitere 20 Millionen US-Dollar sollten von Vietnam beigesteuert werden.
Nach Verzögerungen erfolgte am 6. Oktober 2016 der Erste Spatenstich auf dem neuen Gelände, die feierliche Eröffnung am 11. November 2022. Neben sieben Labor- und Forschungsgebäuden mit 180 Räumlichkeiten für Lehre und Forschung umfasst der neue Campus eine Zentralbibliothek mit 1500 Plätzen, sowie eine Halle für akademische Feiern, eine Ausstellungshalle (Science Park), Unterkünfte, eine Mensa und verschiedene Sportanlagen. Das Gelände ist für einen bis 2030 angestrebten Ausbau der VGU auf 5000 Studierende ausgelegt. Ein langfristiger Ausbau auf bis zu 12.000 Studierende im Jahr 2040 ist konzipiert.

## Bekannte Professoren
- Manfred Bues, Wirtschaftsinformatiker
- Wolf Rieck, Wirtschaftswissenschaftler